# Esther Perel

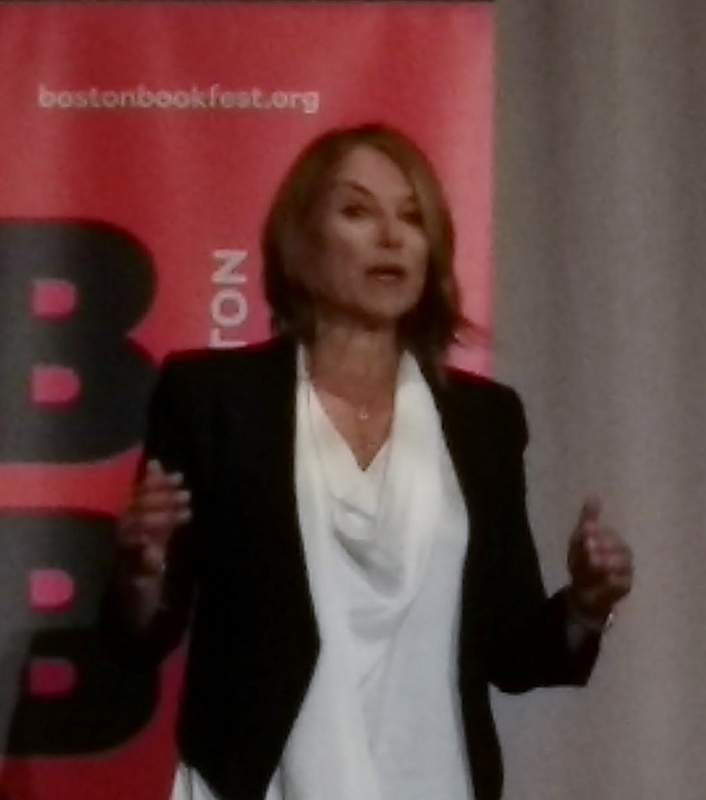
Esther Perel in Boston 2017

Esther Perel (* 1958 in Antwerpen) ist eine belgische Psychotherapeutin polnisch-jüdischer Abstammung.

## Leben
Perels jüdische Eltern, die in Polen lebten, haben die Haft im Konzentrationslager überlebt und zogen daraus die Lehre, ihr weiteres Leben genießen zu wollen. Perel studierte an der Hebräischen Universität in Jerusalem und am Wellesley College in Boston. Ein Wendepunkt war für sie die Affäre Bill Clintons mit einer Praktikantin, an der Perel erkannte, dass in den USA trotz großer Promiskuität das Fremdgehen geächtet geblieben ist. Perel entwickelte das Konzept der „erotischen Intelligenz“ in ihrem 2006 erschienenen Buch Mating in Captivity: Unlocking Erotic Intelligence, das in 24 Sprachen übersetzt wurde. Bezüge bestehen zu Salvador Minuchin oder zur Historikerin Pamela Haag.
Danach arbeitete sie als internationale Beraterin für Sex und Beziehungen. Perel hielt im Februar 2013 einen TED-Vortrag mit dem Titel The secret to desire in a long-term relationship, und im März 2015 einen weiteren mit dem Titel Rethinking infidelity ... a talk for anyone who has ever loved. Im Jahr 2016 wurde Perel in Oprah Winfreys Supersoul 100-Liste aufgenommen. Perel ist Moderatorin des Podcasts Where Should We Begin? mit anonymen Paaren.
Perel erforscht die Spannung zwischen dem Bedürfnis nach Sicherheit (Liebe, Zugehörigkeit und Nähe) und dem Bedürfnis nach Freiheit (erotisches Verlangen, Abenteuer und Distanz) in menschlichen Beziehungen.

## Publikationen (Auswahl)
- Was Liebe braucht. Das Geheimnis des Begehrens in festen Beziehungen. Übertragen von Michael Windgassen. HarperCollins, Hamburg 2020, ISBN 978-3-95967-389-1.
- Was Liebe aushält – Untreue überdenken. Ein Buch für alle, die jemals geliebt haben. Übertragen von Christiane Sipeer und Johanna Wais. HarperCollins, Hamburg 2020[4].
- Wild Life: Die Rückkehr der Erotik in die Liebe (Mating in Captivity). Übertragen von Michael Windgassen. Piper, München 2008, ISBN 978-3-492-25037-5.